# Жировые-Засекины

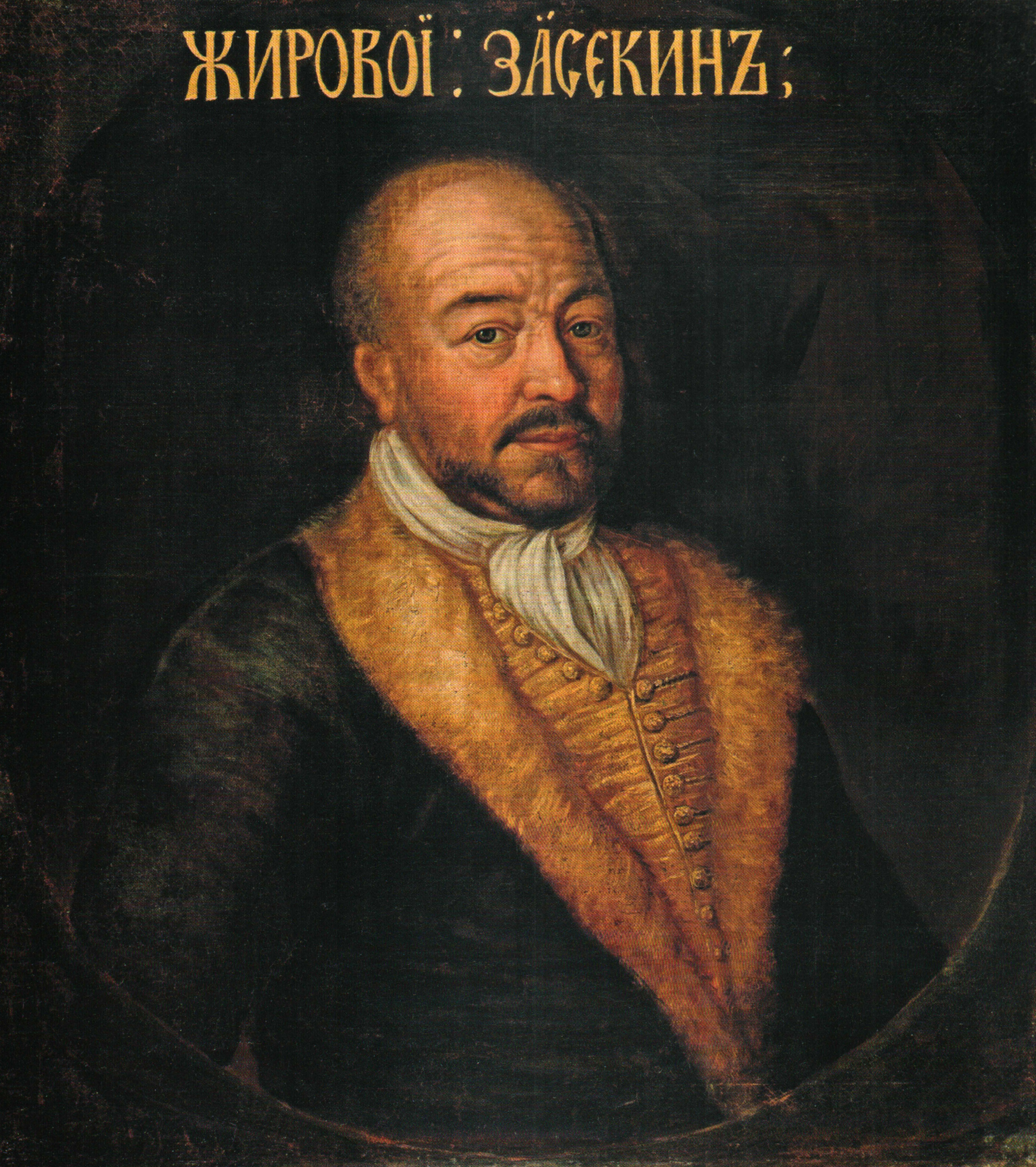
Н. М. Жировой-Засекин (преображенская серия портретов)

Жировые-Засекины — русский княжеский род. Род внесён в Бархатную книгу. При подаче документов в феврале 1682 года, для внесения рода в Бархатную книгу, была предоставлена совместная родословная роспись Жировых-Засекиных и их однородцев князей Шаховских. Родословную роспись в Палату родословных дел представил князь Михаил Жирового-Засекин.

## Происхождение и история рода
Ветвь князей Ярославских. Потомок Рюрика в XIX-м колене, князь Иван Иванович Меньшой Засекин, по прозванию Жировой, был родоначальником этого рода. От его сыновей Дмитрия Шишлана Большого и Ивана Среднего Ноздруна, живших в первой половине XVI в., пошли две ветви рода — соответственно: Головины и Ноздруновы, которые позже стали писаться просто Жировые — Засекины. Князь Иван Фёдорович воевода в Осколе (1600). Князья Василий Фёдорович (1688) и Михаил были окольничими (1693). Князь Семён Степанович (XXIV колено от Рюрика) из ветви Ноздруновых убит под Конотопом (1659). Род князей Жировых-Засекиных пресёкся во 2-й половине XVIII века.

## Известные представители
- Засекин, Александр Фёдорович (Жировой-Шастунов; ум. 1611) — воевода Русского Царства.
- Засекин, Иван Фёдорович (Жировой) — воевода при Иване Грозном.
- Князь Жировой-Засекин Алексей Михайлович — стольник патриарха Филарета (1627), стольник (1636—1640), московский дворянин (1658—1676).
- Князь Жировой-Засекин, Михаил Фёдорович — московский дворянин (1627—1629), стольник (1658—1692), окольничий (1693).
- Князь Жировой-Засекин Степан Фёдорович — московский дворянин (1627).
- Князь Жировой-Засекин Фёдор Андреевич — московский дворянин (1627—1640).
- Князь Жировой-Засекин, Фёдор Борисович — рында и воевода во времена правления Ивана IV Васильевича Грозного и Фёдора Ивановича, сын князя Бориса Дмитриевича Жирового-Засекина.
- Князь Жировой-Засекин Лев Иванович — стряпчий (1658).
- Князь Жировой-Засекин Андрей Абрамович — стряпчий (1658—1676), стольник (1686—1692).
- Князь Жировой-Засекин Дмитрий Иванович — стольник (1658—1676).
- Князь Жировой-Засекин Василий Фёдорович — стряпчий (1668—1676), стольник (1676), окольничий (1684—1692).
- Князья Жировые-Засекины: Андрей Алексеевич — стольники (1686—1692).
- Князь Жировой-Засекин Никита Михайлович — стольник царицы Прасковьи Фёдоровны (1686—1692), комнатный стольник (1693).
- Князь Жировой-Засекин Степан Абрамович — московский дворянин — (1692)[4].